# Гросхарри
Гросхарри (нем. Großharrie) — община в Германии, в земле Шлезвиг-Гольштейн. 
Входит в состав района Плён. Подчиняется управлению Бокхорст.  Население составляет 536 человек (на 31 декабря 2010 года). Занимает площадь 13,17 км².